# آلدو رومانو
آلدو رومانو (انگلیسی: Aldo Romano؛ زادهٔ ۱۶ ژانویهٔ ۱۹۴۱) موسیقی‌دان سبک جاز اهل ایتالیا است.